# Райская башня
Райская башня — одна из боевых башен Выборгского замка, средневековый памятник фортификации, входящий в комплекс музейных помещений. Высота башни составляет 21 м, диаметр – почти 7 м. Построена ревельскими каменщиками в 1470-1480-х годах.

## История
Угловая подковообразная в плане башня. Башня сооружена в ходе масштабных строительных работ, начатых в замке в 1442—1448 годах Карлом Кнутссоном Бунде и продолженных шведскими королевскими наместниками Выборгского замкового лена Эриком Аксельссоном Тоттом и Стеном Стуре.

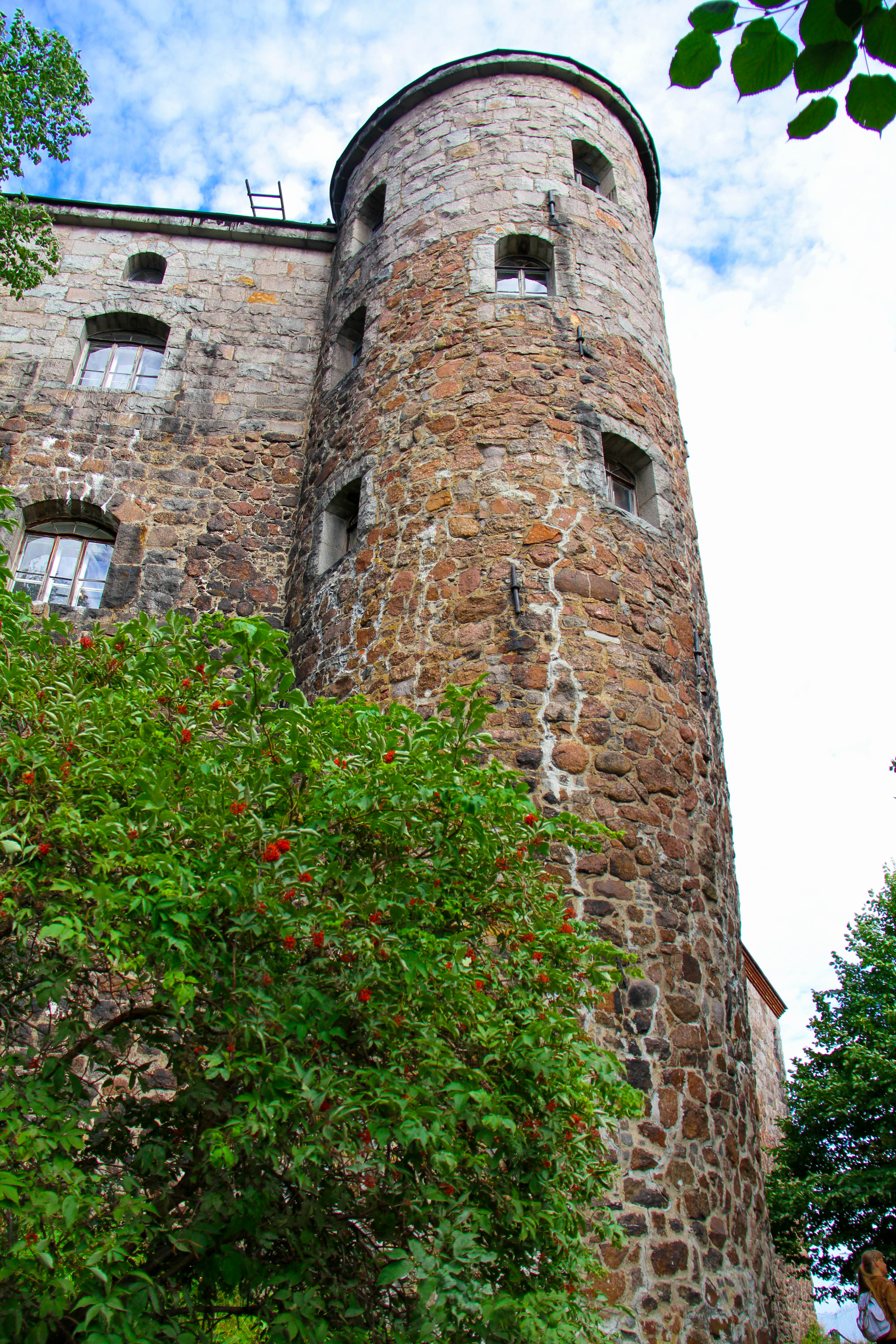
Четырехугольные гранитные блоки в верхнем ярусе башни — результат реконструкции 1891-1894 годов

Райская башня была построена в 1470-х гг. каменщиками из Ревеля, которых Эрик Тотт призвал для строительства городской стены Выборга и замка Олафсборг в Нейшлоте. На самом верхнем, четвёртом ярусе башни в одной из оконных ниш друг напротив друга были вмонтированы две каменные плиты с барельефными изображениями гербов Стена Стуре Старшего и Эрика Аксельссона Тотта. 
В ходе строительства был сформирован цвингер — комплекс зданий с доминирующей башней Святого Олафа, окружённой плотным кольцом каменных прямоугольных в плане башен-новостроек (Башмачника, Новая, Пожарная, Сторожевая) с бойницами для обороняющихся стрелков. Угловая Райская башня на стыке восточного и южного корпусов, построенная позже других, получила подковообразную в плане форму, более соответствующую задачам обороны в период зарождения и совершенствования артиллерии. В результате ремонтов и перестроек форма кровли и окон башни неоднократно менялись; современный вид они приобрели в конце XIX века, когда башня была увенчана куполом барочной формы. Окна имеются в трёх верхних ярусах башни. Средневековые своды и помещавшиеся в нишах бойниц каменные плиты с изображением фамильных гербов наместников утрачены в конце XIX века.

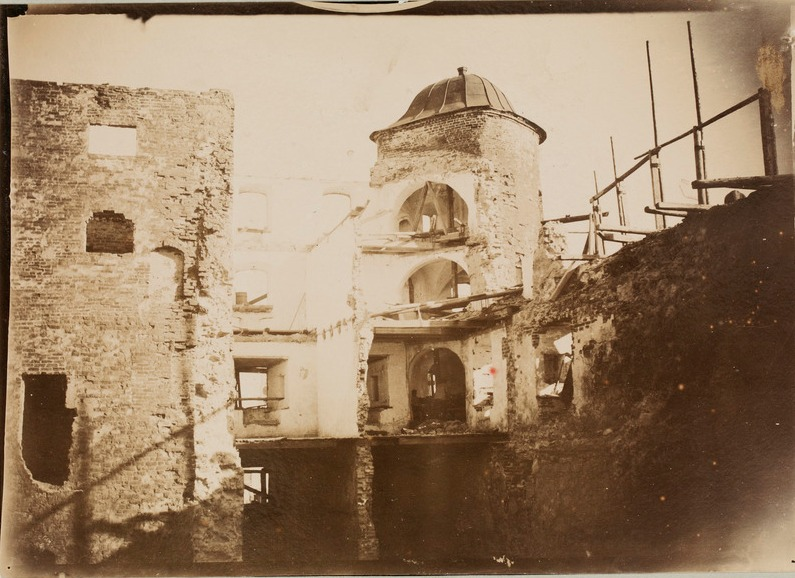
Хакман А. Райская башня во время ремонтных работ. 1891 год (своды будут снесены в следующем году)

Впервые в документах Райская башня упоминается в 1558 году в письме наместника Класа Кристерссона Хорна к королю Густаву Вазе. В замковом отчете, составленном пять лет спустя, в одном предложении перечислены «Райская башня» и «маленькая круглая башня». Происхождение столь необычного названия башни и по сей день остаётся загадкой для историков. В шведском языке слово «paradis» (рай) было заимствовано из латыни. Само же слово  имеет более древние корни, оно встречается еще в древнеиранских языках. Первоначальное значение слова «парадиз» ‒ сад, окружённый стеной. В средние века земным воплощением рая считались именно сады, поэтому они встречались практически во всех монастырях. К сожалению, нам почти ничего неизвестно о существовании в замке садов. Возможно, в далекие времена именно под стенами Райской башни был разбит «сад пряностей», упоминаемый в замковых отчетах .
Дноуглубительные работы, проведённые в Выборгском фарватере, и превращение Крепостного моста в конце XX века в часть международной автотрассы привели к тому, что из-за постоянных вибраций к 1991 году стало заметным сползание Райской башни с гранитного основания Замкового острова (как выяснилось позднее, до края скалы оставалось всего 22 сантиметра). Возникшую угрозу обрушения удалось предотвратить в 1992 году путём срочного ремонта, включавшего работы по расчистке засыпанных нижних ярусов башни и укреплению стен и фундамента .

## Примечание
1. 1 2  Мельнов А.В. Райская башня // Выборгский замок от "А" до "Я". Газета Выборг. Дата обращения: 18 августа 2021. Архивировано 18 августа 2021 года.
2. ↑  Петрова Л. Выборгский замок [буклет].
3. ↑  Абдуллина С.А. Страницы Выборгской истории: краеведческие записки. Книга первая.